# Schizotrema sordidum
Schizotrema sordidum är en kräftdjursart som beskrevs av William Thomas Calman 1911. Schizotrema sordidum ingår i släktet Schizotrema och familjen Nannastacidae. Inga underarter finns listade i Catalogue of Life.